# برأفتاب جلالة (سادات محمودي)
برأفتاب جلالة (بالفارسية: برآفتاب جلاله) هي قرية تقع في إيران في قسم سادات محمودي الريفي. يقدر عدد سكانها بـ 99 نسمة بحسب إحصاء 2016.